# (15520) 1999 XK98
A (15520) 1999 XK98 a Naprendszer kisbolygóövében található aszteroida. A LINEAR projekt keretében fedezték fel 1999. december 7-én.